# Mulgravia
Mulgravia är ett släkte av nattsländor. Mulgravia ingår i familjen smånattsländor.
Kladogram enligt Catalogue of Life:
| Mulgravia | \| \| Mulgravia carteri \| \| \| \| \| \| Mulgravia coronata \| \| \| \| |
|           | \| \| Mulgravia carteri \| \| \| \| \| \| Mulgravia coronata \| \| \| \| |
|           | Mulgravia carteri                                                        |
|           |                                                                          |
|           | Mulgravia coronata                                                       |
|           |                                                                          |